# Rjú Šičinohe
Rjú Šičinohe (japonsky 七戸 龍), (* 14. října 1988 Okinawa, Japonsko) je japonský zápasník – judista.

## Sportovní kariéra
Narodil se na ostrově Okinawa do multikulturní rodiny. Jeho otec je Japonec bývalý karatista a matka je původem z Belgie. V dětství šel ve šlépějích svého otce a věnoval se karate. Judu se začal věnovat až na střední škole v Naze, jelikož škola karate nevyučovala. Vrcholově se judu začal věnovat na univerzitě ve Fukuoce.
Členem japonské seniorské reprezentace je od roku 2011. V roce 2014 na mistrovství světa jako první judista po mnoha letech prolomil obranu fenomenálního Francouze Teddy Rinera. Ve skórování mu však zabránila Rinerova pohotová reakce, který dopadl nejprve na svůj loket, a proto za tuto techniku nedostal body.

## Výsledky
| Mistrovství světa | 7. | 2. | 2. |